# Registro Nacional de Lugares Históricos na Carolina do Sul
Edifícios, locais, distritos e objetos no Registro Nacional de Lugares Históricos na Carolina do Sul. Desde 14 de março de 2014 existem 1 499 propriedades e distritos do Registro Nacional de Lugares Históricos listados nos 46 condados da Carolina do Sul, incluindo os 76 nomeados no Marco Histórico Nacional.
O condado de Charleston é o que contem a maior quantidade de registros, enquanto o condado de Marlboro contem apenas um registro. Os primeiros NRHPs na Carolina do Sul foram designados em 15 de outubro de 1966 e o mais recente em 4 de março de 2014.

## Números de propriedades por condado
A relação a seguir lista as entradas atuais, por condado, pertencentes ao Registro Nacional de Lugares Históricos. Estas somas são baseadas em inscrições no Banco de Dados do Cadastro Nacional de Informações a partir de 24 de abril de 2008, e nas novas listas semanais postadas desde então no site do National Register of Historic Places. Há inclusões freqüentes e exclusões ocasionais à lista, fazendo com que as contagens mostradas aqui sejam aproximadas e não oficiais. Igualmente, a contagem desta tabela exclui o aumento e diminuição de fronteiras que modificam a área coberta por uma propriedade existente ou distrito e que apresentem um número de referência nacional distinto no Regisro Nacional.
|              | \| \| Condado \| Nº de lugares \| \| ------------ \| ------------------------------ \| ------------- \| \| 1 \| Abbeville \| 15 \| \| 2 \| Aiken \| 38 \| \| 3 \| Allendale \| 13 \| \| 4 \| Anderson \| 21 \| \| 5 \| Bamberg \| 12 \| \| 6 \| Barnwell \| 6 \| \| 7 \| Beaufort \| 70 \| \| 8 \| Berkeley \| 25 \| \| 9 \| Calhoun \| 16 \| \| 10.1 \| Charleston: Charleston \| 94 \| \| 10.2 \| Charleston: outras localidades \| 98 \| \| 10 \| Charleston: Total \| 192 \| \| 11 \| Cherokee \| 25 \| \| 12 \| Chester \| 19 \| \| 13 \| Chesterfield \| 9 \| \| 14 \| Clarendon \| 8 \| \| 15 \| Colleton \| 10 \| \| 16 \| Darlington \| 52 \| \| 17 \| Dillon \| 17 \| \| 18 \| Dorchester \| 12 \| \| 19 \| Edgefield \| 9 \| \| 20 \| Fairfield \| 42 \| \| 21 \| Florence \| 24 \| \| 22 \| Georgetown \| 37 \| \| 23.1 \| Greenville: Greenville \| 44 \| \| 23.2 \| Greenville: outras localidades \| 33 \| \| 23 \| Greenville: Total \| 77 \| \| 24 \| Greenwood \| 21 \| \| 25 \| Hampton \| 14 \| \| 26 \| Horry \| 31 \| \| 27 \| Jasper \| 8 \| \| 28 \| Kershaw \| 19 \| \| 29 \| Lancaster \| 27 \| \| 30 \| Laurens \| 26 \| \| 31 \| Lee \| 18 \| \| 32 \| Lexington \| 58 \| \| 33 \| Marion \| 15 \| \| 34 \| Marlboro \| 12 \| \| 35 \| McCormick \| 20 \| \| 36 \| Newberry \| 36 \| \| 37 \| Oconee \| 22 \| \| 38 \| Orangeburg \| 40 \| \| 39 \| Pickens \| 29 \| \| 40.1 \| Richland: Colúmbia \| 126 \| \| 40.2 \| Richland: outras localidades \| 32 \| \| 40 \| Richland: Total \| 158 \| \| 41 \| Saluda \| 11 \| \| 42 \| Spartanburg \| 67 \| \| 43 \| Sumter \| 27 \| \| 44 \| Union \| 31 \| \| 45 \| Williamsburg \| 11 \| \| 46 \| York \| 56 \| \| (duplicados) \| (duplicados) \| (7)[3] \| \| Total: \| Total: \| 1 499 \| |               |
|              | Condado | Nº de lugares |
| 1            | Abbeville | 15            |
| 2            | Aiken | 38            |
| 3            | Allendale | 13            |
| 4            | Anderson | 21            |
| 5            | Bamberg | 12            |
| 6            | Barnwell | 6             |
| 7            | Beaufort | 70            |
| 8            | Berkeley | 25            |
| 9            | Calhoun | 16            |
| 10.1         | Charleston: Charleston | 94            |
| 10.2         | Charleston: outras localidades | 98            |
| 10           | Charleston: Total | 192           |
| 11           | Cherokee | 25            |
| 12           | Chester | 19            |
| 13           | Chesterfield | 9             |
| 14           | Clarendon | 8             |
| 15           | Colleton | 10            |
| 16           | Darlington | 52            |
| 17           | Dillon | 17            |
| 18           | Dorchester | 12            |
| 19           | Edgefield | 9             |
| 20           | Fairfield | 42            |
| 21           | Florence | 24            |
| 22           | Georgetown | 37            |
| 23.1         | Greenville: Greenville | 44            |
| 23.2         | Greenville: outras localidades | 33            |
| 23           | Greenville: Total | 77            |
| 24           | Greenwood | 21            |
| 25           | Hampton | 14            |
| 26           | Horry | 31            |
| 27           | Jasper | 8             |
| 28           | Kershaw | 19            |
| 29           | Lancaster | 27            |
| 30           | Laurens | 26            |
| 31           | Lee | 18            |
| 32           | Lexington | 58            |
| 33           | Marion | 15            |
| 34           | Marlboro | 12            |
| 35           | McCormick | 20            |
| 36           | Newberry | 36            |
| 37           | Oconee | 22            |
| 38           | Orangeburg | 40            |
| 39           | Pickens | 29            |
| 40.1         | Richland: Colúmbia | 126           |
| 40.2         | Richland: outras localidades | 32            |
| 40           | Richland: Total | 158           |
| 41           | Saluda | 11            |
| 42           | Spartanburg | 67            |
| 43           | Sumter | 27            |
| 44           | Union | 31            |
| 45           | Williamsburg | 11            |
| 46           | York | 56            |
| (duplicados) | (duplicados) | (7)           |
| Total:       | Total: | 1 499         |